# Pasquale Marino (réalisateur)
Ne doit pas être confondu avec Pasquale Marino joueur de football
Pasquale Marino (né en 1981 à Messine, en Sicile) est un cinéaste et réalisateur de films italien.

## Biographie
Pasquale Marino est né à Messine en 1981. Il a étudié la réalisation au Centro Sperimentale di Cinematografia de Rome.

## Œuvres
Il a réalisé plusieurs courts métrages :
- 2009 : Venere non sorride (Vénus ne sourit pas)
- 2009 : La Prova dell’uovo (L'Épreuve de l'œuf)
- 2009 : Le Sorelle Pasetto (documentaire)
- 2010 : Aspettando Magalli (En attendant Magalli)
- 2011 : L'estate che non viene (L'Été qui n'arrive pas)